# Eleccions presidencials de Cap Verd de 2016
Les eleccions presidencials de Cap Verd de 2016 van tenir lloc el 2 d'octubre de 2016. El resultat fou la victòria del president sortint Jorge Carlos Fonseca del Moviment per la Democràcia, qui va obtenir el 74% dels vots en la primera volta.

## Sistema electoral
El President de Cap Verd és elegit mitjançant el sistema de segona volta electoral.

## Candidats
Jorge Carlos Fonseca buscava assegurar el seu segon mandat i era el favorit per guanyar perquè el principal partit de l'oposició, el Partit Africà per la Independència de Cap Verd (PAICV) no va presentar candidat després de la seva decebedora derrota a les eleccions parlamentàries del març i a les eleccions municipals de setembre. Fonseca, representant del MPD, es va enfrontar a dos candidats independents, Joaquim Monteiro i Albertino Graça.

## Campanya
La campanya electoral es va suspendre temporalment el 22 de setembre següent a la mort de l'expresident del país António Mascarenhas Monteiro. Monteiro va ser el primer president del país elegit democràticament i també va ser membre del MPD. Tots els actes públics i manifestacions van ser suspeses durant 4 dies fins al 26 de setembre.

## Resultats
| Candidat                                            | Partit                          | Vots    | %    |
| --------------------------------------------------- | ------------------------------- | ------- | ---- |
| Jorge Carlos Fonseca                                | Moviment per la Democràcia      | 91,320  | 74.0 |
| Albertino Graça                                     | Independent                     | 27,866  | 22.6 |
| Joaquim Monteiro                                    | Independent                     | 4,228   | 3.4  |
| No vàlids/en blanc                                  | No vàlids/en blanc              |         | –    |
| Total                                               | Total                           | 123,414 | 100  |
| Votants registrats/participació                     | Votants registrats/participació | 347,622 | 36   |
| Font: Sapo.cv Arxivat 2016-10-04 a Wayback Machine. |                                 |         |      |

## Reaccions
- Unió Africana – L'equip observador de la UA de 29 membres encapçalat per Manuel Serifo Nhamadjo cità les eleccions com a exemple d'eleccions transparents.[7]